# Мирославль (зупинний пункт)
Миросла́вль — пасажирський зупинний пункт Коростенської дирекції Південно-Західної залізниці (Україна), розташований на дільниці Звягель I — Шепетівка між станціями Колодянка (відстань — 5 км) і Радулино (5 км). Відстань до ст. Звягель I — 26 км, до ст. Шепетівка — 37 км.
Розташований у Звягельському районі Житомирської області, за 0,5 км на південний схід від Радулина, за 1 км на північ від Мирославля.
Відкритий у 2011 році.